# Hyperolius tuberilinguis
Hyperolius tuberilinguis es una especie de anfibios de la familia Hyperoliidae.
Habita en Kenia, Malaui, Mozambique, Sudáfrica, Suazilandia, Tanzania y Zimbabue.
Su hábitat natural incluye sabanas secas, sabanas húmedas, zonas secas de arbustos, praderas secas a baja altitud, praderas húmedas o inundadas en alguna estación, ríos, pantanos, lagos de agua dulce, lagos temporales de agua dulce, marismas de agua dulce, corrientes intermitentes de agua dulce, tierra arable, pastos, jardines rurales, áreas de almacenamiento de agua y estanques.
Está amenazada de extinción por la pérdida de su hábitat natural.